# Sandra Žigić
Sandra Žigić (Zagabria, 19 gennaio 1988) è una calciatrice croata, difensore della nazionale croata.

## Carriera

### Club
Nata a Zagabria, nell'allora Jugoslavia, nel 1988, inizia la carriera a 16 anni nella Dinamo-Maksimir, dove vince il campionato e la Coppa di Croazia nelle stagioni 2004-2005 e 2005-2006, e dove rimane fino al 2008. Esordisce anche in Women's Cup, nel 2004, contro le scozzesi dell'Hibernian.
A 20 anni si trasferisce in Austria, al St. Veit, giocando 12 gare e segnando 4 reti.
La stagione successiva ritorna in Croazia, al Plamen Križevci, rimanendovi per 2 stagioni, prima di tornare alla Dinamo-Maksimir, dove disputa 13 partite, segnando 6 gol.
Nel 2012 si trasferisce negli Stati Uniti per studiare al Monroe College di New York, dove gioca con la squadra universitaria, le Monroe Mustangs, fino al 2014.
Dopo l'esperienza statunitense va a giocare in Polonia, al Medyk Konin, rimanendo 2 anni, nei quali vince 2 campionati e 2 Coppe di Polonia.
Nella stagione 2016-2017 si divide tra le croate dell'Osijek nella prima parte di stagione e le svizzere del Neunkirch nella seconda, dove fa l'accoppiata campionato-Coppa Svizzera nonostante giochi 2 sole gare.
Nel 2017 va a giocare nel suo sesto paese diverso, la Germania, con lo Jena. Esordisce il 3 settembre, nella sconfitta per 4-1 sul campo del Turbine Potsdam in campionato, nella quale gioca titolare. Chiude la stagione con 18 presenze, non riuscendo ad evitare il dodicesimo e ultimo posto in classifica, con conseguente retrocessione in 2. Frauen-Bundesliga.
Cambia ancora nazione nell'estate 2018, quando si trasferisce in Italia, al neonato Milan, aggregandosi alla squadra rossonera durante il ritiro.

### Nazionale

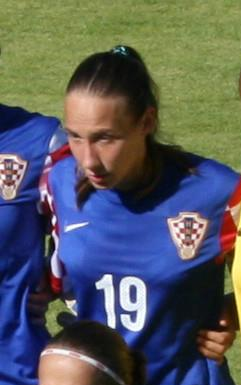
Žigić nel 2012 con la nazionale croata

Ha iniziato a giocare con le nazionali giovanili croate nel 2004, con l'Under-19, giocandovi per 2 anni, fino al 2006, ottenendo 15 presenze.
Il debutto con la nazionale maggiore è arrivato all'età di 17 anni, il 7 maggio 2005, quando è stata schierata titolare nel successo per 4-0 in casa a Đakovo contro la Macedonia, in amichevole.
Ha segnato il primo gol l'11 marzo 2007, realizzando l'1-0 su rigore al 22' nella vittoria per 2-1 in amichevole contro la Slovenia in casa a Pregrada.
Con 79 gare giocate è la calciatrice con più presenze nella nazionale croata.

## Statistiche

### Presenze e reti nei club
Statistiche aggiornate al 1º luglio 2020.
| Stagione        | Squadra         | Campionato      | Campionato | Campionato | Coppe nazionali | Coppe nazionali | Coppe nazionali | Coppe continentali | Coppe continentali | Coppe continentali | Altre coppe | Altre coppe | Altre coppe | Totale | Totale |
| Stagione        | Squadra         | Comp            | Pres       | Reti       | Comp            | Pres            | Reti            | Comp               | Pres               | Reti               | Comp        | Pres        | Reti        | Pres   | Reti   |
| --------------- | --------------- | --------------- | ---------- | ---------- | --------------- | --------------- | --------------- | ------------------ | ------------------ | ------------------ | ----------- | ----------- | ----------- | ------ | ------ |
| 2018-2019       | Milan           | A               | 13         | 0          | CI              | 4               | 0               | -                  | -                  | -                  | -           | -           | -           | 17     | 0      |
| 2019-2020       | Milan           | A               | 10         | 1          | CI              | 2               | 0               | -                  | -                  | -                  | -           | -           | -           | 12     | 1      |
| Totale Milan    | Totale Milan    | Totale Milan    | 22         | 1          | -               | 8               | 0               | -                  | -                  | -                  | -           | -           | -           | 30     | 1      |
| 2020-2021       | Orobica         | B               | 22         | 8          | CI              | ?               | 0               | -                  | -                  | -                  | -           | -           | -           | 22+    | 8      |
| Totale carriera | Totale carriera | Totale carriera | 44         | 9          | -               | 8+              | 0               | -                  | -                  | -                  | -           | -           | -           | 52+    | 9      |

## Palmarès

### Club

#### Competizioni nazionali
- Campionato croato: 2

Dinamo-Maksimir: 2004-2005, 2005-2006
- Hrvatski nogometni kup za žene: 2

Dinamo-Maksimir: 2004-2005, 2005-2006
- Campionato polacco: 2

Medyk Konin: 2014-2015, 2015-2016
- Puchar Polski Kobiet: 2

Medyk Konin: 2014-2015, 2015-2016
- Campionato svizzero: 1

Neunkirch: 2016-2017
- Coppa Svizzera: 1

Neunkirch: 2016-2017